# Pentólakkos
Pentólakkos (Pentolakkos) är en ort i Grekland.   Den ligger i prefekturen Nomós Ioannínon och regionen Epirus, i den centrala delen av landet, 300 km nordväst om huvudstaden Aten. Pentólakkos ligger 841 meter över havet och antalet invånare är 118.
Terrängen runt Pentólakkos är kuperad åt sydost, men åt nordväst är den bergig. Runt Pentólakkos är det ganska glesbefolkat, med 40 invånare per kvadratkilometer. Närmaste större samhälle är Pediní, 17,7 km norr om Pentólakkos. I omgivningarna runt Pentólakkos växer i huvudsak blandskog.